# Aujeurres
 Aujeurres  es una población y comuna francesa, en la región de Champaña-Ardenas, departamento de Alto Marne, en el distrito de Langres y cantón de Longeau-Percey.

## Demografía
| 101 | 99 | 107 | 108 | 94 | 56 |
| Para los censos de 1962 a 1999 la población legal corresponde a la población sin duplicidades (Fuente: INSEE [Consultar]) |    |     |     |    |    |